# Anna Wijková
Anna Wijková (* 20. června 1991, Sandviken) je švédská florbalová útočnice a reprezentantka. Je šestinásobnou mistryní světa. V letech 2014, 2015, 2016 a 2019 byla vyhlášena nejlepší florbalistkou světa.

## Kariéra

### Klubová kariéra

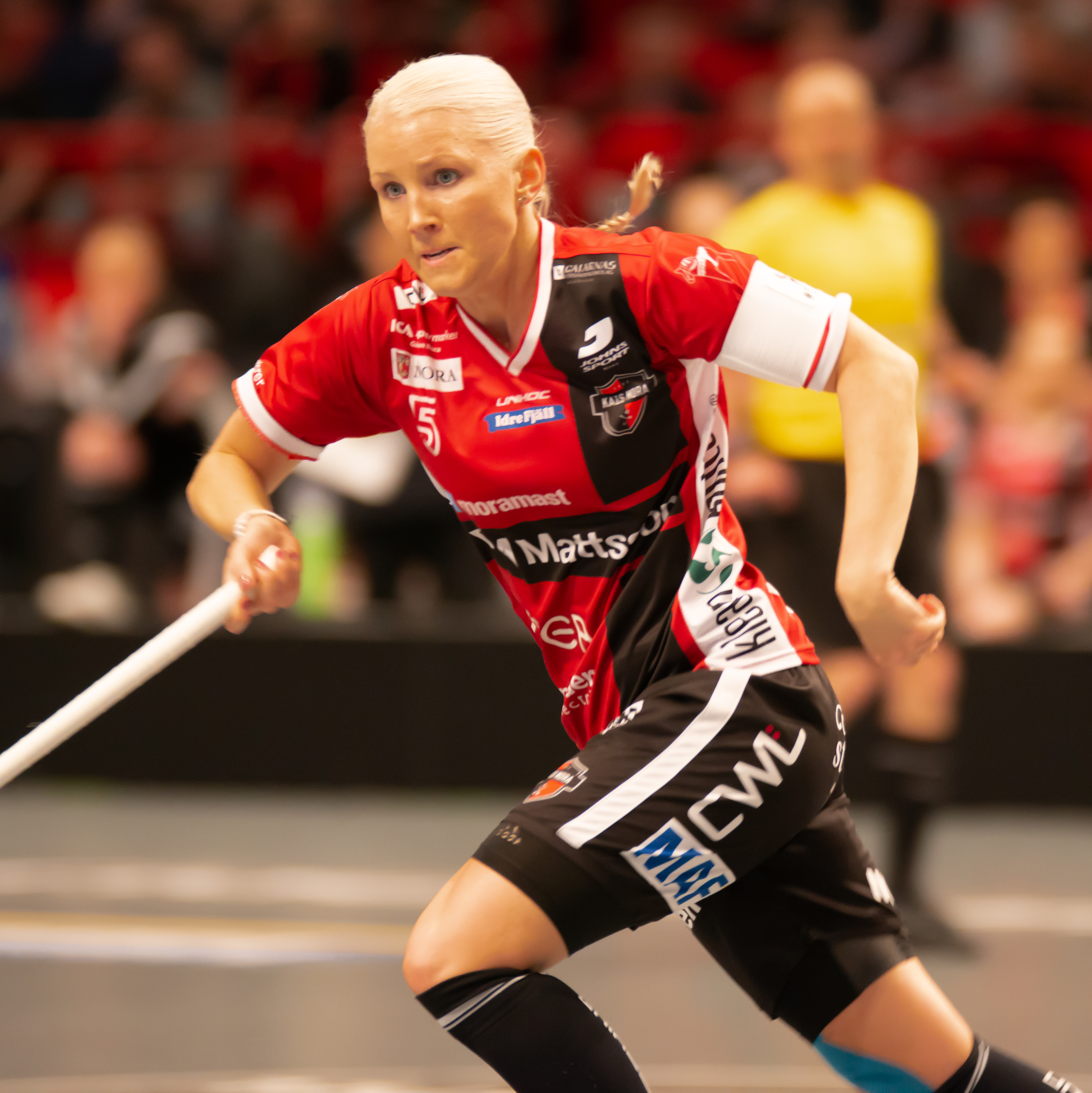
Wijková ve finále Švédské Superligy 2017/2018

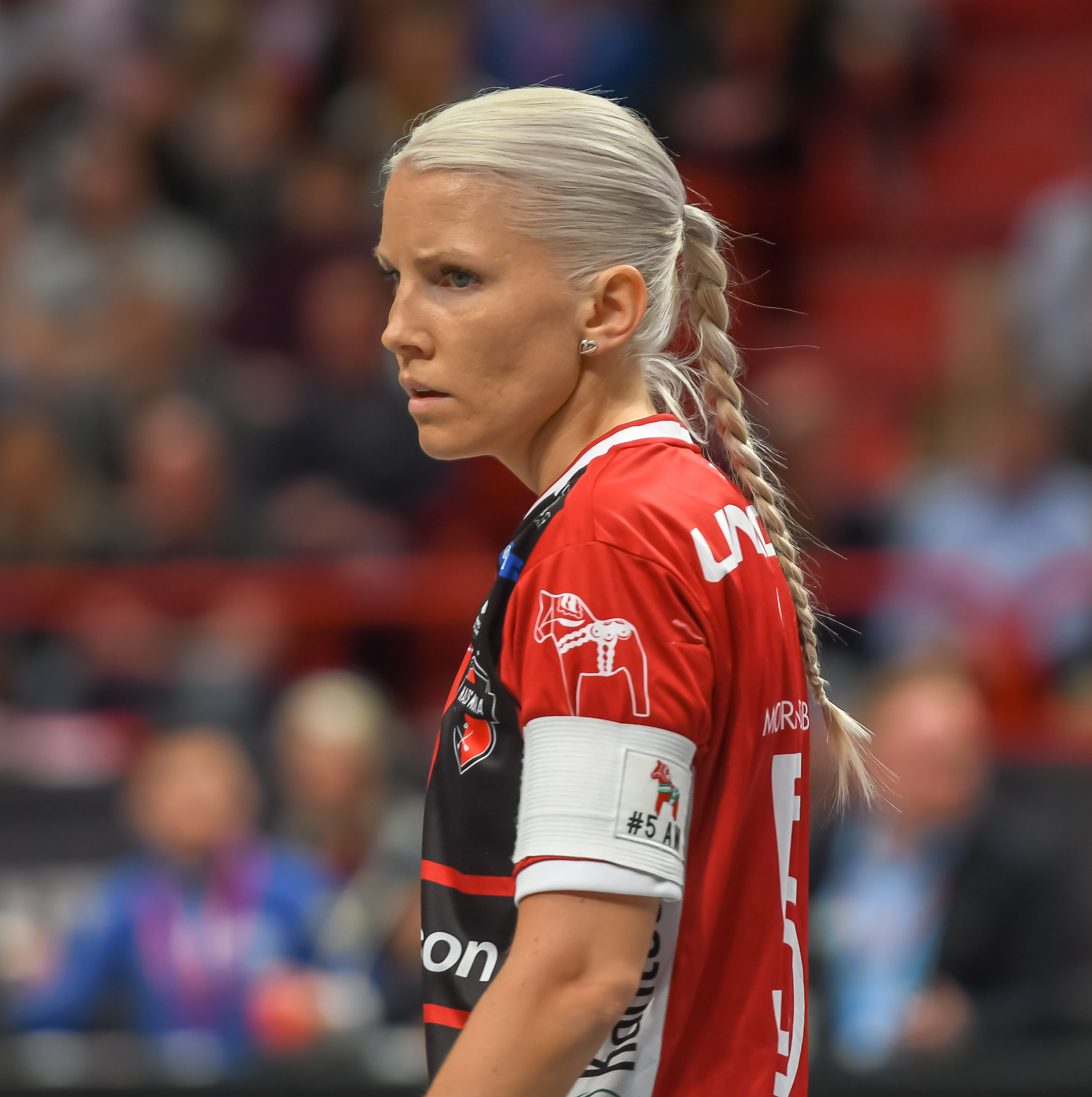
Wijková ve finále Švédské Superligy 2018/2019

S florbalem začínala v klubu IBK Alba, ve kterém působila do roku 2006, kdy přestoupila do Gävle GIK, kde strávila sezónu 2006/2007. Následující ročník odehrála v týmu RIG Umeå IBF a následně se stěhovala do elitního klubu IKSU. V sezóně 2009/2010 byla na třetím místě v počtu asistencí v základní části a pomohla tak svému týmu k zisku stříbrných medailí ve švédské superlize.
V roce 2010 přestoupila do týmu KAIS Mora IF. V klubu prožila nejúspěšnější léta své kariéry. V sezóně 2014/2015 vyhrála švédskou ligu, šestkrát skončila na druhé a třikrát na třetím místě. Navíc se v roce 2015 stala vítězkou Poháru mistrů. Za své působení v nejvyšší švédské soutěži se stala nejproduktivnější hráčkou její historie a kapitánkou týmu KAIS Mora IF.
V roce 2020 přestoupila do nižší švédské ligy Allsvenskan Östra do týmu Storvreta IBK, kterému měla pomoci postoupit do nejvyšší soutěže. Liga ale byla v průběhu podzimu přerušena kvůli pandemii covidu-19 a Wijková do konce roku 2020 dočasně odešla na hostování do svého bývalého klubu KAIS Mora. Na začátku roku 2022 ukončila kariéru. V roce 2025 se ale vrátila do Storvrety a pomohla týmu k postupu do Superligy.

### Reprezentační kariéra
S juniorskou reprezentací získala na mistrovství světa v roce 2008 stříbrnou medaili a v roce 2010 titul.
Od roku 2009 byla pravidelnou členkou ženské reprezentace, se kterou vyhrála šestkrát mistrovství světa v letech 2009, 2011, 2013, 2015, 2017 a 2019. Na mistrovství světa roce 2013 byla s bilancí 7 gólů a 12 asistencí nejproduktivnější hráčkou a vyhlášena členkou All star týmu. O dva roky později byla zvolena nejužitečnější hráčkou turnaje a znovu členkou All star týmu. V roce 2019 přispěla k zisku titulu dvěma přihrávkami v zápase o zlato, přičemž druhá byla v prodloužení na rozhodující gól. Na turnaji byla nejlepší nahrávačkou a s bilancí 4 gólů a 20 asistencí se stala také nejproduktivnější hráčkou a zároveň vytvořila nový rekord v počtu nahrávek na jednom mistrovství světa. Byla rovněž zvolena do All star týmu.
Dvakrát se zúčastnila akademického mistrovství světa. Na něm v roce 2014 získala zlato a v roce 2016 stříbro.
Po mistrovství světa 2019 ukončila reprezentační kariéru. S bilancí 196 bodů za 54 gólů a 142 asistencí ve 106 zápasech je nejproduktivnější hráčkou v historii švédské reprezentace. Byla držitelkou rekordu v počtu bodů a asistencí na mistrovstvích světa až do šampionátu v 2023, na kterém ji v počtu bodů překonaly Emelie Wibronová a Corin Rüttimannová.
Byla také kapitánkou reprezentace.

#### Reprezentační statistiky na vrcholných turnajích
| Rok                            | Reprezentace                   | Turnaj                         | Umístění                       |    | Z  | G  | A  | B | TM |
| ------------------------------ | ------------------------------ | ------------------------------ | ------------------------------ | -- | -- | -- | -- | - | -- |
| 2008                           | Švédsko 19                     | MS U19                         | Stříbrná medaile               | 5  | 5  | 4  | 9  | 0 |    |
| 2009                           | Švédsko                        | MS                             | Zlatá medaile                  | 6  | 1  | 7  | 8  | 0 |    |
| 2010                           | Švédsko 19                     | MS U19                         | Zlatá medaile                  | 5  | 6  | 10 | 16 | 0 |    |
| 2011                           | Švédsko                        | MS                             | Zlatá medaile                  | 6  | 2  | 9  | 11 | 0 |    |
| 2013                           | Švédsko                        | MS                             | Zlatá medaile                  | 6  | 7  | 12 | 19 | 2 |    |
| 2014                           | Švédsko                        | Akademické MS                  | Zlatá medaile                  | 4  | 6  | 8  | 14 | 0 |    |
| 2015                           | Švédsko                        | MS                             | Zlatá medaile                  | 6  | 4  | 9  | 13 | 2 |    |
| 2016                           | Švédsko                        | Akademické MS                  | Stříbrná medaile               | 4  | 2  | 6  | 8  | 2 |    |
| 2017 –                         | Švédsko                        | MS                             | Zlatá medaile                  | 6  | 5  | 8  | 13 | 2 |    |
| 2019 –                         | Švédsko                        | MS                             | Zlatá medaile                  | 6  | 4  | 20 | 24 | 0 |    |
| Reprezentace U19               | Reprezentace U19               | Reprezentace U19               | Reprezentace U19               | 10 | 11 | 14 | 25 | 0 |    |
| Ženská akademická reprezentace | Ženská akademická reprezentace | Ženská akademická reprezentace | Ženská akademická reprezentace | 8  | 8  | 14 | 22 | 2 |    |
| Ženská reprezentace MS         | Ženská reprezentace MS         | Ženská reprezentace MS         | Ženská reprezentace MS         | 36 | 23 | 65 | 88 | 6 |    |

## Ocenění a úspěchy
- Nejlepší florbalistka světa 2014, 2015, 2016, 2019 [2]
- Nejlepší švédská florbalistka 2013/2014, 2015/2016, 2016/2017[27]
- Nejlepší švédská útočnice 2009/2010, 2011/2012, 2013/2014 – 2019/2020[28]
- Nominace na nejlepšího švédského sportovce roku 2021 (jako první florbalistka)[20]
- Nejproduktivnější hráčka v historii švédské superligy
- Nejproduktivnější hráčka v historii švédské reprezentace
- Nejproduktivnější hráčka švédské superligy 2013/2014, 2015/2016, 2016/2017[29][30]
- Nejužitečnější hráčka MS 2015[17]
- Nejproduktivnější hráčka MS 2013, 2019[16][20]
- Členka All Star týmu MS 2013, 2015, 2019[16][18][22]
- Rekord v počtu asistencí za jedno MS (20 asistencí v roce 2019)[21]
- Rekord v počtu asistencí a bodů ze všech MS[21]
- Druhá nejdelší řada po sobě jdoucích zápasů, ve kterých bodovala (143).[31]